# Веклич, Владимир Филиппович
Владимир Филиппович Веклич (8 ноября 1938, с. Чернещина, Зачепиловский район, Харьковская область — 10 августа 1993, Киев) — советский учёный, специалист в области городского электрического транспорта, изобретатель троллейбусного поезда (система Веклича), комплексов и устройств для диагностики технического состояния троллейбусов. Доктор технических наук.

Мемориальная доска Владимиру Филипповичу Векличу в киевском депо на Шулявке

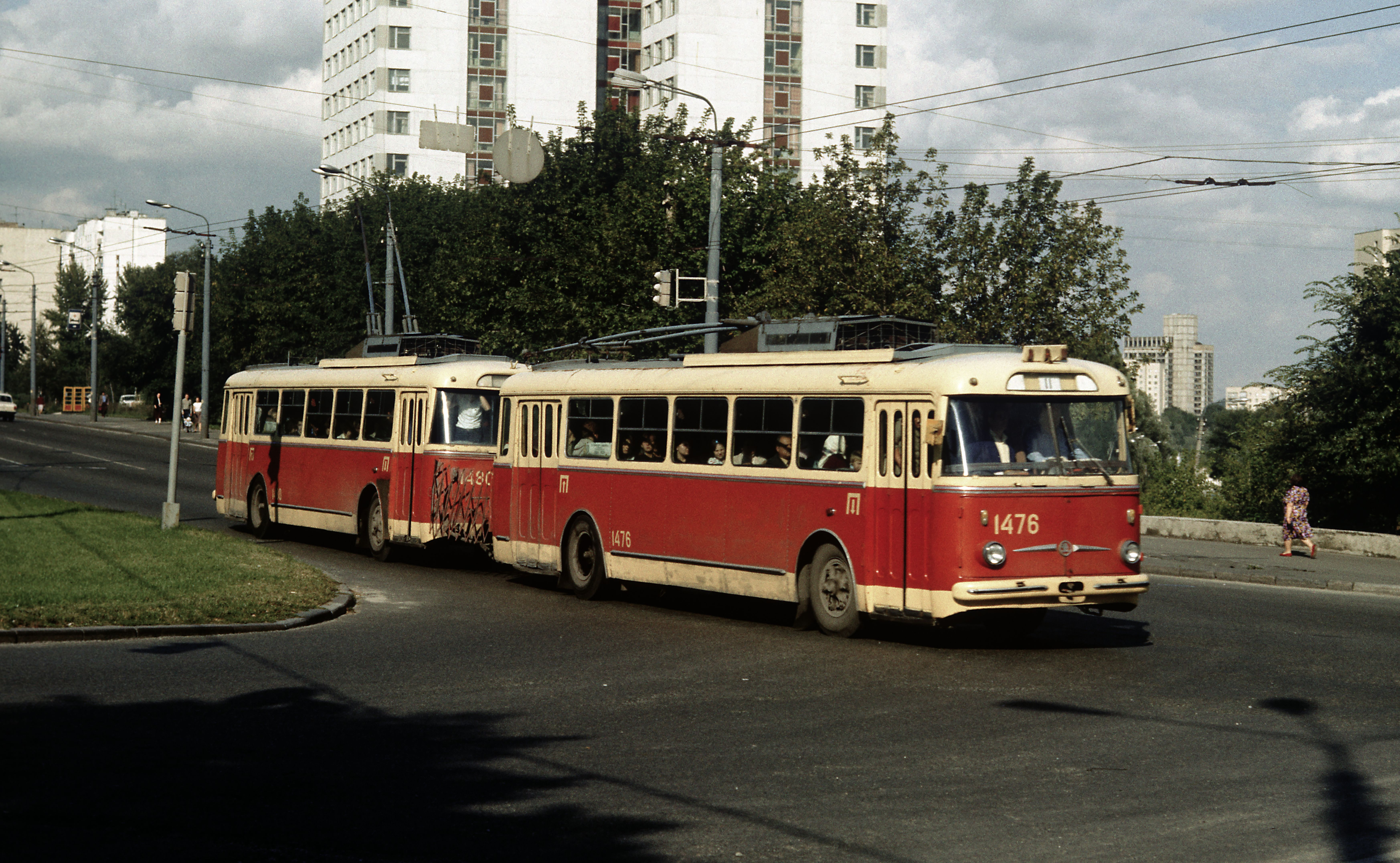
Поезд из двух троллейбусов Škoda 9Tr, соединённых по системе Веклича, с усовершенствованным поворотно-сцепным устройством в Киеве (1986 год)

## Биография
Родился в многодетной крестьянской семье. В 1955 году с серебряной медалью закончил Руновщанскую среднюю школу и поступил в Харьковский институт инженеров коммунального строительства, который окончил с отличием в 1960 году. Трудовую деятельность начал заместителем начальника технического отдела, затем работал главным инженером службы подвижного состава Киевского трамвайно-троллейбусного управления.
В 1963 году совместно с И. А. Кацовым и И. К. Погребным соединил вагоны Tatra T2 (а затем и Tatra T3) в двух и трёх составные трамвайные поезда управляемые по системе многих единиц, на которых в Киеве, впервые в СССР, была осуществлена массовая перевозка пассажиров.
10 июля 1964 года возглавил Октябрьское троллейбусное депо (депо № 2). В депо впервые в бывшем СССР внедрил дневной технический осмотр троллейбусов с 4-дневным циклом вместо ежесуточного ночного. Это нововведение обеспечило резкое повышение качества технического обслуживания и надежности подвижного состава. Со временем новая технология и организация технологического обслуживания была распространена во всех республиках бывшего СССР.
Следующим шагом молодого 26-летнего директора-новатора стало создание троллейбусного поезда. На изобретение его мотивировал большой дефицит водителей, необходимость повышения рентабельности перевозок и наличие маршрутов с чрезвычайно большим пассажиропотоком (которые преимущественно проходили по загруженным улицам с ограниченной пропускной способностью), с которым не могли справиться одиночные троллейбусы. Решить эти проблемы можно было только применив троллейбусные поезда. На это изобретателю понадобилось два года работы, исследований и испытаний системы.
Первый в мировой практике троллейбусный поезд был создан Владимиром Филипповичем в депо № 2 из двух троллейбусов марки МТБ-82/82Д. (На рельсовом транспорте первый поезд с управлением по системе многих единиц был создан в 1887 году Фрэнком Спрейгом.) Его пробная эксплуатация началась 12 июня 1966 года на маршруте № 6 города Киева. Поезда МТБ получили широкое распространение. Только в Киеве за период с октября 1967 года до июля 1968 года их было сформировано 48 единиц. Экономический эффект от их внедрения только на маршруте № 6 в Киеве за 1968 год, где использовалось 25 троллейбусных поездов, составил около 160 тыс. руб (в ценах 1968 года — 32 легковые машины «Москвич-412»).
Позже Векличем была усовершенствована его система так, что позволяла за 3—5 минут расцеплять троллейбусные поезда МТБ прямо на маршруте между утренними и вечерними часами пик. После разъединения водитель поезда продолжал движение в первом троллейбусе, а водитель следующего за ним поезда пересаживался во второй. Освободившийся поезд оставался на маршруте для отстоя или следовал в депо для профилактического осмотра.
По результатам работ была написана и в 1969 году защищена диссертация на соискание учёной степени кандидата технических наук по теме «Исследование троллейбусов с управлением по системе многих единиц». Как отмечала газета «Вечерний Киев», Веклич стал первым на Украине кандидатом технических наук в области городского электротранспорта.
Затем система Веклича была адаптирована под троллейбусные поезда Škoda 9Tr, Киев-2, Киев-4 и ЗиУ-9. Совместно с С. Ф. Зуевым было усовершенствовано поворотно-сцепное устройство системы. Поезда были успешно внедрены более чем в 20 городах СССР. Только в Киеве их внедрение позволило высвободить 800 водителей, и дало с начала эксплуатации по конец 1989 года экономический эффект в 12,676 млн руб. С помощью троллейбусных поездов на ряде маршрутов реализована провозная способность до 12 тысяч пассажиров в час в одном направлении. Всего эксплуатировалось не менее 810 троллейбусных поездов в более чем 30 городах. За создание троллейбусного поезда в 1971 году изобретатель был награждён орденом «Знак Почёта».
В 1972 году был выдвинут на должность заместителя директора Научно-исследовательского и конструкторско-технологического института городского хозяйства (НИКТИ ГХ), а на протяжении 1973—1987 годов возглавлял коллектив института, с 1987 заместитель директора по научной работе. Под его руководством и непосредственным участием созданы диагностические комплексы, механизированные посты замены агрегатов, автоматизированные системы контроля движения и сбора информации о пассажиропотоках, автоматы для продажи проездных билетов и много другого.
Совместно с В. К. Дьяконовым стал инициатором строительства первой в СССР киевской линии скоростного трамвая. Обобщив полученный в зарубежных поездках опыт, создал на советской элементной базе систему автоматики и интервального регулирования для линий советского скоростного трамвая.
Летом 1976 года в Киеве на маршруте № 1 им были успешно проведены испытания трехзвенного троллейбусного поезда Škoda 9Tr полной вместимостью 276 пассажиров, однако из-за необходимости для его эксплуатации обособленной полосы движения, Веклич счёл более перспективным видом транспорта для такой пассажировместимости скоростной трамвай, над технической частью внедрения которого он в то время работал.
По результатам работ по созданию диагностических комплексов для подвижного состава была написана и в 1990 году защищена диссертация на соискание учёной степени доктора технических наук по теме «Повышение эффективности эксплуатации безрельсового электрического транспорта применением средств диагностирования и управления по системе многих единиц».
Несколько раз избирался депутатом в районные советы Радянского и Железнодорожного районов города Киева. Возглавлял комиссию по благоустройству района.
Владел немецким языком, дружил с артистами Гуляевым, Сергиенко, Капнист, Костенко, Цвиркуновым, Кадыровой, Шевченко и Череватенко.
Умер 10 августа 1993 года. Похоронен на Байковом кладбище в Киеве.

## Научная деятельность
Автор 65 научных работ и 17 изобретений. Главный редактор республиканского межведомственного сборника «Наука и техника в городском хозяйстве. Участвовал в разработке планов экономического и социального развития Киева.
Под руководством В. Ф. Веклича была разработана стратегия создания украинского троллейбуса, которая нашла своё воплощение в утверждённой Кабинетом министров Украины Программе. В соответствии с распоряжением кабмина Украины от 3 февраля 1992 года № 66-р НИКТИ ГХ был назначен головной организацией по программе создания украинского троллейбуса, а КБ «Южное» — главным разработчиком конструкторской документации. Веклича назначили научным руководителем, а Галася — главным конструктором украинского троллейбуса. Под их руководством были созданы троллейбусы ЮМЗ Т1 и ЮМЗ Т2.
Совместно с В. К. Дьяконовым представлял СССР в Международном союзе общественного транспорта с 1967 года. Командировался в ряд стран Европы; приобретенный за рубежом опыт обобщил в книге «Новые технические решения на городском электрическом транспорте» и внедрил во многих троллейбусных и трамвайных депо бывшего СССР. Наиболее значимым результатом воплощения перенятого опыта стало строительство киевского скоростного трамвая.

## Память
В ознаменовании пятидесятилетия выхода на маршрут первого в мировой практике троллейбусного поезда Веклича коллектив предприятия «Киевпастранс» принял решение об увековечивании памяти об изобретателе. На административном здании второго троллейбусного депо 14 июня 2016 года была установлена мемориальная доска.

## Награды
- Почетный знак ЦК ВЛКСМ «За освоение новых земель» (1956)
- Медаль «В ознаменование 100-летия со дня рождения Владимира Ильича Ленина» (1970)
- Орден «Знак Почёта» (1971)[50][52]
- Нагрудный знак «Отличник Гражданской обороны СССР» (1980)
- Медаль «В память 1500-летия Киева» (1982)

## Основные работы
- Дьяконов В. К., Ольшанский М. А., Веклич В. Ф. Первый в России. Киевскому трамваю 75 лет. — Киев: «Будівельник», 1967. — 144 с.
- Веклич В. Ф. Пневматический привод тормозов троллейбусов, оборудованных для управления по системе многих единиц. — Киев: [Б. и.], 1969. — 26 с.
- Веклич В. Ф. Эффективность применения троллейбусов с управлением по системе многих единиц. — Киев: [Б. и.], 1969. — 21 с.
- Веклич В. Ф. Новые технические решения на городском электрическом транспорте. — Киев: «Будівельник», 1975. — 62 с.
- Веклич В. Ф., Пугачевский К. М., Абелев З. А. Организация ремонта и эксплуатации шин в троллейбусных депо. — Киев: Изд-во УкрНИИНТИ, 1977. — 31 с.
- Веклич В. Ф., Збарский Л. В. Проблемы и перспективы развития трамвайного транспорта в Украинской ССР. — Киев: «Знание» УССР, 1980. — 17 с.
- Веклич В. Ф. и др. Применение робототехники на предприятиях городского электротранспорта. — М.: Изд-во ЦБНТИ, 1987. — 39 с.
- Сафаров Г. С., Веклич В. Ф., Медведь А. П. и др. Новая техника в жилищно-коммунальном хозяйстве. — Киев: «Будівельник», 1988. — 130 с. — ISBN 5-7705-0097-2.
- Веклич В. Ф. и др. Методы и средства ремонта узлов и деталей подвижного состава горэлектротранспорта. — М: Изд-во ЦБНТИ, 1988. — 59 с.
- Веклич В. Ф. и др. Методы и средства диагностирования троллейбусов с тиристорно-импульсными системами управления. — М.: Изд-во Ин-та экономики ЖКХ, 1990. — 46 с.
- Веклич В. Ф. Диагностирование технического состояния троллейбусов. — М.: «Транспорт», 1990. — 295 с. — ISBN 5-277-00934-5.
- Веклич В. Ф. и др. Техническое обслуживание и ремонт троллейбусов с примением средств диагностирования и механизированных комплексов. — М.: Изд-во Ин-та экономики ЖКХ, 1990. — 42 с.